# Titus Corlățean
Titus Corlățean (Medgidia, 11 gennaio 1968) è un politico e avvocato rumeno, membro e vice presidente del Partito Social Democratico. Tra l'agosto 2012 e il 2014 è stato ministro degli affari esteri nei governi Ponta II e III, essendo stato precedentemente ministro della giustizia nel governo Ponta I.
Tra il febbraio e l'aprile 2020 è stato presidente ad interim del senato.

## Biografia

### Formazione
Titolare di una laurea in giurisprudenza conseguita nel 1994 presso l'Università di Bucarest, si è specializzato nel 1995 in diritto internazionale e relazioni internazionali con la sua università e in diplomazia e relazioni internazionali presso l'École nationale d'administration (ENA).
È entrato a far parte del Ministero degli affari esteri rumeno come diplomatico nel settembre 1994. Ha rappresentato il governo davanti alla Corte europea dei diritti dell'uomo (CEDU) tra l'agosto 1997 e l'agosto 2001. Due mesi dopo è stato nominato consulente personale dal primo ministro Adrian Năstase per la politica estera.

### Vita privata
È sposato con Mădălina Corlăţean (logopedista) e ha una figlia, Diana Maria.

## Attività politica

### Gli inizi in politica
Nel luglio 2002 è stato nominato segretario esecutivo della gioventù socialdemocratica (TSD) per le relazioni internazionali. Divenne un anno dopo Segretario di Stato presso il Ministero degli Affari Esteri, responsabile del Dipartimento dei Rumeni dall'estero.
Si è dimesso dal TSD nell'aprile 2004 per assumere le responsabilità di portavoce del Partito Social Democratico (PSD).

### Uno specialista in politica estera
Nelle elezioni legislative del 28 novembre 2004, è eletto alla Camera dei deputati. Deve quindi lasciare il suo incarico al Ministero il mese successivo, ma viene scelto come segretario della commissione per la politica estera, presidente della sottocommissione dei Rumeni all'estero della Romania e membro della commissione di integrazione europea in casa.
Nell'aprile 2005 vieni investito Vicepresidente del PSD,sotto la presidenza di Mircea Geoană, viene nominato come osservatore rumeno del Parlamento europeo, otto mesi più tardi. Ha assunto la carica di segretario generale del partito nel dicembre 2006.
In occasione delle speciali elezioni europee del 25 novembre 2007, guida l'elenco socialdemocratico. Con il 23,1% dei voti, il PSD manda dieci deputati a sedere nel Parlamento europeo, non lui. Diventa primo vicepresidente della commissione affari legali.
Torna al parlamento rumeno durante le elezioni legislative del 30 novembre 2008, viene eletto al Senato. All'inaugurazione della nuova legislatura, viene eletto presidente del comitato di politica estera e rinuncia alla vicepresidenza del PSD.
Nel febbraio 2009, ha assunto la direzione del Partito Social Democratico per le relazioni esterne, quindi è tornato alla posizione di vicepresidente del partito quando Victor Ponta ha sostituito Geoană.

### Ministro di Victor Ponta
Quando è arrivato al potere, il 7 maggio 2012, ha nominato Titus Corlăţean Ministro della Giustizia. Dal 6 agosto, tuttavia, fu trasferito al Ministero degli Affari Esteri. È stato riconfermato dopo il 21 dicembre 2012, a seguito delle elezioni legislative del 9 dicembre e del 4 marzo 2014, dopo lo smembramento dell'Unione Social-Liberale (USL). Si è dimesso il 10 novembre, in seguito a molteplici disfunzioni nell'organizzazione del voto di espatriati per le elezioni presidenziali2. È sostituito da Teodor Meleșcanu, ex del Partito Nazionale Liberale.
Il 22 agosto 2020 fu indicato come vicepresidente del PSD nel corso del congresso che elesse Marcel Ciolacu alla presidenza del partito.

## Accuse di corruzione
Il 16 maggio 2016, la Direzione nazionale anticorruzione ha chiesto al Procuratore generale della Procura della Repubblica presso l'Alta corte di cassazione e giustizia di presentare al Senato del Parlamento rumeno una richiesta di procedimento penale in nome di Titus Corlatean. È stato accusato di abuso di ufficio e di impedimento all'esercizio del diritto di voto, fatti che si sono verificati durante l'esercizio della posizione del Ministro degli Affari Esteri della Romania.
La commissione legale del Senato rumeno ha espresso parere negativo sull'indagine penale. La bilia elettorale è stata votata nella camera del senato che si è conclusa con il rifiuto della richiesta della DNA.